# 公共管理
公共管理（英語：Public Management，簡稱PM）的主體一般為政府，或為廣義解釋之人民統治機器。而公共管理定義則為將新思路、新理念和新技術運用實踐於公共領域上，簡言之，也就是政府於施政中，將科學管理理念、功能、組織、手段運用於公共事務。
公共管理是指對公共行政的管理和控制，可以翻譯為國家和公共行政的目標導向控制和設計的同義詞。 作為一種改革理念的公共管理是一種跨學科的方法，它從商業、社會科學和心理學的角度系統地審視公共部門，同時考慮到法律條件。

## 背景
公共管理基於管理主義之立場，認為提升公共行政之績效，必須仰賴管理技術之精進。
公共管理支持者批評官僚體制之傳統思維已老朽不堪，且令人民喪失對政府的信賴；政府龐大的財政赤字，迫使公共行政成為無能與浪費之代名詞。
基於公部門績效提升之企圖，自1990年代初期開始，公共管理開始在美國受到重視，並掀起一股風潮。全美各地地方政府紛紛採取挽救政府財政與減輕增稅壓力之措施，這個由地方發動之改革運動又稱為「政府再造」，隨後在美國總統柯林頓主政時，將此一理念引入聯邦政府。
20世紀末葉，一些英語系國家，如英國、加拿大、澳洲、紐西蘭、新加坡等，將公共管理視為一股極為重要之行政改革風潮。
公共管理之興起，主要是對傳統公共管理的不滿。歸納起來，約有下列背景：
- 質疑大有為政府的理念
- 不滿傳統公共管理之政治控制行政的觀念
- 批評官僚體制不符民主的要求與缺乏效率的陳痾

## 企業型政府
所謂之「企業型政府」，是指由企業型官僚所組成之一類揚棄守舊作風、運用創新做法，並且有效地利用各種資源，來提升效率與效能的政府。而「企業型官僚」，則是指一群在政府中服務的富有企業家精神的公職人員。他們是政府革新理念的設計家與執行者，亦具備了關於創新的專業知識與倡議創新計畫的影響能力。

企業型政府的倡議者認為政府可以像企業一樣管理，以及大量透過外包（outsource）的方式，由企業生產並取代部份政府提供的產品或勞務。該理論的大致主張為，在多數情況下企業生產的產品或勞務，比政府自行生產更有效率，基於節約成本的考量，政府應該直接與企業採購，也可以避免組織員額的過度膨脹，及衍生的管理與財務負擔。例如早期許多機關的建築物清潔主要由使用機關對外招考專責人員，如今則藉由統一招標程序外包給民間的清潔公司。在是根据公共管理理论而形成的一个概念，从其提出之日起就受到各学派的指摘，尤其以其后兴起的公共服务理论为甚。

### 民營化
政府使用企業力量，將公共設施或公共建築委由民間規划興建，並特許其營運一段時間後，再將將公共設施或公共建築之所有權移轉回給政府。優點是政府不需投資興建，在一段時間後可取得公共設施或公共建築，供公眾使用缺點是一般計畫時程超過10年以上，計畫變化與政經環境難以合理預估，導致常常政府最終仍須介入興建或營運工作而喪失。